# Rhodopina parassamensis
Rhodopina parassamensis là một loài bọ cánh cứng trong họ Cerambycidae.